# Ганс-Генріх Ломан
Ганс-Генріх Ломан (нім. Hanns-Heinrich Lohmann; 24 квітня 1911, Гютерсло — 25 травня 1995, Гютерсло) — німецький офіцер Ваффен-СС, оберштурмбаннфюрер СС, кавалер Лицарського хреста Залізного хреста з Дубовим листям.

## Ранні роки
Ганс-Генріх Ломан народився 24 квітня 1911 року в місті Гютерсло. Ломан вступив в НСДАП (партійний квиток № 218 303) і СС (службове посвідчення № 29 097).
У 1935 році Ганс-Генріха перевели в штандарт СС «Дойчланд», що був в складі Частин посилення СС, попередника Ваффен-СС.

## Друга світова війна
Ганс-Генріх Ломан взяв участь в Польській, Французькій, Балканській кампаніях і в боях на Східному фронті. Під час Французької кампанії був командиром 2-ї батареї артилерійського полку СС дивізії СС «Тотенкопф».
В 1941 році був командиром 2-ї роти піхотного полку СС «Вестланд» моторизованої дивізії СС «Вікінг». З літа 1942 був командиром 1-го батальйону полку СС «Нордланд» в складі панцергренадерської дивізії СС «Вікінг».
З квітня 1943 року був командиром 3-го батальйону 23-го добровольчого панцергренадерського полку СС «Норґе» панцергренадерської дивізії СС «Нордланд», що діяла на північній ділянці радянсько-німецького фронту. Відзначився в боях під Нарвою.
З 8 листопада 1944 року був командиром 49-го добровольчого панцергренадерського полку СС «Де Рюйтер» в складі 23-ї добровольчої панцергренадерської дивізії СС «Недерланд».

## Життя після війни
Ганс-Генріх Ломан помер 25 травня 1995 року в місті Гютерсло.

## Звання
- Унтерштурмфюрер СС (20 квітня 1934)
- Оберштурмфюрер СС (1 квітня 1936)
- Гауптштурмфюрер СС (9 листопада 1938)
- Штурмбаннфюрер СС (30 січня 1943)
- Оберштурмбаннфюрер СС (20 січня 1945)

## Нагороди
- Почесна шпага рейхсфюрера СС
- Кільце «Мертва голова»
- Йольський свічник
- Спортивний знак СА в бронзі
- Німецький кінний знак в бронзі
- Медаль «У пам'ять 1 жовтня 1938»
- Медаль «За вислугу років у СС» 4-го і 3-го (1940) ступеня (8 років)
- Залізний хрест (1939)
  - 2-го класу (13 липня 1941)
  - 1-го класу (14 вересня 1941)
- Штурмовий піхотний знак в бронзі (20 квітня 1942)
- Медаль «За зимову кампанію на Сході 1941/42»
- Нагрудний знак «За поранення» в чорному
- Німецький хрест в золоті (11 березня 1943) як гауптштурмфюрер СС і командир I батальйону піхотного полку СС «Нордланд»
- Лицарський хрест Залізного хреста з Дубовим листям
  - Лицарський хрест (12 березня 1944) як штурмбаннфюрер СС і командир III батальйону 23-го добровольчого панцергренадерського полку СС «Норґе»
  - Дубове листя (№ 872) (9 травня 1945) як оберштурмбаннфюрер СС і командир 49-го добровольчого панцергренадерського полку СС «Де Рюйтер»